# Lista över matchresultat i Elitserien i ishockey 1999/2000
Lista över matchresultat i grundserien av Elitserien i ishockey 1999/2000. Ligan inleddes den 15 september 1999 och avslutades 7 mars 2000.
  
| Nr | Lag                | S  | V  | O  | F  | ÖV | ÖF | GM  | IM  | MS  | P  |
| -- | ------------------ | -- | -- | -- | -- | -- | -- | --- | --- | --- | -- |
| 1  | Djurgårdens IF     | 50 | 23 | 15 | 12 | 9  | 6  | 180 | 127 | +53 | 93 |
| 2  | Brynäs IF          | 50 | 28 | 7  | 15 | 1  | 6  | 165 | 134 | +31 | 92 |
| 3  | Västra Frölunda HC | 50 | 25 | 10 | 15 | 4  | 6  | 155 | 131 | +24 | 89 |
| 4  | Luleå HF           | 50 | 25 | 8  | 17 | 6  | 2  | 158 | 140 | +18 | 89 |
| 5  | Malmö IF           | 50 | 22 | 14 | 14 | 8  | 6  | 170 | 131 | +39 | 88 |
| 6  | Modo HK            | 50 | 24 | 7  | 19 | 4  | 3  | 149 | 134 | +15 | 83 |
| 7  | Färjestads BK      | 50 | 22 | 10 | 18 | 5  | 5  | 168 | 142 | +26 | 81 |
| 8  | HV71               | 50 | 18 | 13 | 19 | 8  | 5  | 144 | 131 | +13 | 75 |
| 9  | AIK                | 50 | 19 | 12 | 19 | 5  | 7  | 151 | 155 | −4  | 74 |
| 10 | Leksands IF        | 50 | 14 | 12 | 24 | 5  | 7  | 150 | 174 | −24 | 59 |
| 11 | Västerås IK        | 50 | 9  | 10 | 31 | 6  | 4  | 103 | 196 | −93 | 43 |
| 12 | Linköpings HC      | 50 | 9  | 6  | 35 | 1  | 5  | 107 | 205 | −98 | 34 |

Tabellens data är hämtade från Årets ishockey.

## Matcher
| Denna tabell: visa • redigera |

| Datum Match Resultat Publik Spelplan Omgång 1 - 15 september 1999 Linköpings HC-Brynäs IF 0-3 (0-2, 0-1, 0-0) 4603 Stångebro Ishall - 16 september 1999 Luleå HF-Djurgårdens IF 5-4 (1-0, 3-2, 0-2, 0-0, 1-0) 4187 Delfinen - 16 september 1999 Västerås IK-AIK 3-4 (2-2, 0-2, 1-0) 4044 Rocklundahallen - 16 september 1999 Leksands IF-HV 71 3-5 (2-0, 1-4, 0-1) 3453 Leksands Isstadion - 16 september 1999 Färjestads BK-Modo Hockey 2-3 (0-1, 0-0, 2-1, 0-1) 4119 Färjestads Ishall - 16 september 1999 Västra Frölunda HC-Malmö IF 5-4 (0-3, 2-1, 3-0) 6998 Scandinavium Omgång 2 - 18 september 1999 Luleå HF-Västra Frölunda HC 8-5 (1-1, 6-1, 1-3) 3515 Delfinen - 18 september 1999 Brynäs IF-Djurgårdens IF 1-4 (0-1, 0-2, 1-1) 4919 Gavlerinken - 18 september 1999 Modo Hockey-Linköpings HC 2-3 (0-2, 1-0, 1-1) 4791 Kempehallen - 18 september 1999 Malmö IF-Västerås IK 1-4 (0-1, 1-1, 0-2) 4316 Malmö Isstadion - 19 september 1999 HV 71-Färjestads BK 3-1 (1-0, 0-0, 2-1) 4226 Rosenlundshallen - 19 september 1999 AIK-Leksands IF 6-7 (2-2, 1-3, 3-1, 0-0, 0-1) 5228 Globen Omgång 3 - 23 september 1999 Leksands IF-Västerås IK 4-0 (2-0, 2-0, 0-0) 3027 Leksands Isstadion - 23 september 1999 Färjestads BK-AIK 6-3 (2-1, 1-1, 3-1) 3676 Färjestads Ishall - 23 september 1999 Djurgårdens IF-Modo Hockey 1-2 (1-1, 0-1, 0-0) 6706 Globen - 23 september 1999 Västra Frölunda HC-Brynäs IF 4-2 (0-0, 3-0, 1-2) 7842 Scandinavium - 23 september 1999 Luleå HF-Malmö IF 2-3 (1-1, 0-2, 1-0) 4072 Delfinen - 5 oktober 1999 Linköpings HC-HV 71 2-3 (0-2, 1-0, 1-1) 4201 Stångebro Ishall Omgång 4 - 25 september 1999 HV 71-Djurgårdens IF 1-2 (0-0, 1-1, 0-0, 0-0, 0-1) 4204 Rosenlundshallen - 25 september 1999 Malmö IF-Leksands IF 4-1 (1-1, 3-0, 0-0) 3632 Malmö Isstadion - 25 september 1999 Brynäs IF-Luleå HF 6-3 (2-1, 2-1, 2-1) 3752 Gavlerinken - 26 september 1999 Modo Hockey-Västra Frölunda HC 6-2 (1-0, 3-0, 2-2) 3801 Kempehallen - 26 september 1999 AIK-Linköpings HC 2-0 (0-0, 1-0, 1-0) 6433 Globen - 26 september 1999 Västerås IK-Färjestads BK 3-1 (1-0, 2-0, 0-1) 3227 Rocklundahallen Omgång 5 - 21 september 1999 Brynäs IF-Malmö IF 1-2 (0-0, 0-0, 1-1, 0-0, 0-1) 3325 Gavlerinken - 28 september 1999 Färjestads BK-Leksands IF 2-1 (1-1, 1-0, 0-0) 3973 Färjestads Ishall - 28 september 1999 Linköpings HC-Västerås IK 2-3 (0-0, 1-0, 1-2, 0-1) 3713 Stångebro Ishall - 28 september 1999 Djurgårdens IF-AIK 6-1 (3-0, 2-1, 1-0) 8822 Globen - 28 september 1999 Västra Frölunda HC-HV 71 3-0 (1-0, 1-0, 1-0) 6488 Scandinavium - 28 september 1999 Luleå HF-Modo Hockey 1-4 (0-0, 0-2, 1-2) 4567 Delfinen Omgång 6 - 30 september 1999 AIK-Västra Frölunda HC 6-3 (1-1, 3-1, 2-1) 3031 Globen - 30 september 1999 Västerås IK-Djurgårdens IF 1-3 (1-0, 0-2, 0-1) 3804 Rocklundahallen - 30 september 1999 Leksands IF-Linköpings HC 8-3 (2-2, 3-1, 3-0) 3430 Leksands Isstadion - 30 september 1999 Malmö IF-Färjestads BK 3-2 (2-1, 1-1, 0-0) 5120 Malmö Isstadion - 30 september 1999 Modo Hockey-Brynäs IF 3-1 (2-0, 0-1, 1-0) 4306 Kempehallen - 30 september 1999 HV 71-Luleå HF 5-0 (2-0, 0-0, 3-0) 3567 Rosenlundshallen Omgång 7 - 2 oktober 1999 Linköpings HC-Färjestads BK 3-5 (1-1, 1-3, 1-1) 4012 Stångebro Ishall - 2 oktober 1999 Luleå HF-AIK 5-3 (1-0, 2-2, 2-1) 3771 Delfinen - 2 oktober 1999 Brynäs IF-HV 71 6-2 (1-0, 2-1, 3-1) 3544 Gavlerinken - 2 oktober 1999 Modo Hockey-Malmö IF 6-0 (4-0, 1-0, 1-0) 4107 Kempehallen - 3 oktober 1999 Djurgårdens IF-Leksands IF 2-5 (1-1, 0-2, 1-2) 7591 Globen - 3 oktober 1999 Västra Frölunda HC-Västerås IK 3-0 (0-0, 1-0, 2-0) 5062 Scandinavium Omgång 8 - 7 oktober 1999 Leksands IF-Västra Frölunda HC 1-2 (0-0, 0-1, 1-0, 0-0, 0-1) 3672 Leksands Isstadion - 7 oktober 1999 Färjestads BK-Djurgårdens IF 0-4 (0-2, 0-1, 0-1) 4559 Färjestads Ishall - 7 oktober 1999 Malmö IF-Linköpings HC 6-2 (2-1, 3-1, 1-0) 4178 Malmö Isstadion - 7 oktober 1999 HV 71-Modo Hockey 1-3 (0-0, 1-1, 0-2) 4204 Rosenlundshallen - 7 oktober 1999 AIK-Brynäs IF 4-3 (2-0, 1-2, 1-1) 4612 Globen - 7 oktober 1999 Västerås IK-Luleå HF 4-2 (3-0, 0-2, 1-0) 2791 Rocklundahallen Omgång 9 - 9 oktober 1999 Brynäs IF-Färjestads BK 3-2 (0-0, 1-1, 2-1) 4054 Gavlerinken - 9 oktober 1999 Västerås IK-HV 71 1-3 (0-1, 1-0, 0-2) 2704 Rocklundahallen - 9 oktober 1999 Linköpings HC-Luleå HF 2-3 (0-1, 1-1, 1-0, 0-0, 0-1) 3814 Stångebro Ishall - 10 oktober 1999 Västra Frölunda HC-Djurgårdens IF 2-4 (1-2, 1-1, 0-1) 7912 Scandinavium - 10 oktober 1999 Modo Hockey-Leksands IF 2-1 (0-0, 0-0, 1-1, 0-0, 1-0) 4329 Kempehallen - 10 oktober 1999 AIK-Malmö IF 3-1 (0-0, 0-0, 3-1) 3723 Globen Omgång 10 - 5 oktober 1999 Brynäs IF-Västerås IK 6-0 (3-0, 1-0, 2-0) 3061 Gavlerinken - 12 oktober 1999 Djurgårdens IF-Linköpings HC 9-3 (4-0, 2-2, 3-1) 5709 Globen - 12 oktober 1999 Västra Frölunda HC-Färjestads BK 5-1 (3-1, 1-0, 1-0) 8501 Scandinavium - 12 oktober 1999 Luleå HF-Leksands IF 1-0 (1-0, 0-0, 0-0) 3937 Delfinen - 12 oktober 1999 Modo Hockey-AIK 4-2 (1-1, 1-1, 2-0) 3842 Kempehallen - 12 oktober 1999 HV 71-Malmö IF 1-3 (1-1, 0-1, 0-1) 3470 Rosenlundshallen Omgång 11 - 14 oktober 1999 Linköpings HC-Västra Frölunda HC 2-0 (0-0, 1-0, 1-0) 3500 Stångebro Ishall - 14 oktober 1999 Malmö IF-Djurgårdens IF 5-3 (3-1, 0-1, 2-1) 5450 Malmö Isstadion - 14 oktober 1999 AIK-HV 71 3-4 (2-0, 0-3, 1-0, 0-0, 0-1) 4028 Globen - 14 oktober 1999 Västerås IK-Modo Hockey 0-3 (0-0, 0-2, 0-1) 4752 Rocklundahallen - 14 oktober 1999 Leksands IF-Brynäs IF 3-4 (1-2, 1-0, 1-2) 5063 Leksands Isstadion - 14 oktober 1999 Färjestads BK-Luleå HF 3-2 (1-0, 1-2, 1-0) 3487 Färjestads Ishall Omgång 12 - 16 oktober 1999 HV 71-Västra Frölunda HC 4-3 (1-0, 1-1, 1-2, 0-0, 1-0) 3822 Rosenlundshallen - 16 oktober 1999 Brynäs IF-Färjestads BK 3-4 (1-2, 1-0, 1-1, 0-1) 3995 Gavlerinken - 16 oktober 1999 Modo Hockey-Luleå HF 5-3 (2-1, 1-1, 2-1) 4216 Kempehallen - 17 oktober 1999 Malmö IF-Linköpings HC 2-1 (0-0, 0-0, 1-1, 0-0, 1-0) 4321 Malmö Isstadion - 17 oktober 1999 Leksands IF-Västerås IK 4-3 (1-1, 1-0, 1-2, 1-0) 3220 Leksands Isstadion - 19 oktober 1999 AIK-Djurgårdens IF 5-4 (2-2, 1-1, 1-1, 0-0, 1-0) 8522 Globen Omgång 13 - 20 oktober 1999 Västra Frölunda HC-Malmö IF 1-10 (0-3, 1-4, 0-3) 6119 Scandinavium - 21 oktober 1999 Färjestads BK-Leksands IF 6-0 (1-0, 5-0, 0-0) 4546 Färjestads Ishall - 21 oktober 1999 Luleå HF-AIK 5-3 (0-2, 2-1, 3-0) 3899 Delfinen - 21 oktober 1999 Linköpings HC-HV 71 2-5 (0-1, 1-2, 1-2) 4474 Stångebro Ishall - 21 oktober 1999 Djurgårdens IF-Modo Hockey 3-1 (0-1, 1-0, 2-0) 11106 Globen - 21 oktober 1999 Västerås IK-Brynäs IF 3-2 (1-0, 1-1, 1-1) 3738 Rocklundahallen Omgång 14 - 5 oktober 1999 Djurgårdens IF-Luleå HF 7-3 (0-2, 3-0, 4-1) 4531 Globen - 23 oktober 1999 Linköpings HC-Västra Frölunda HC 2-4 (2-1, 0-3, 0-0) 3563 Stångebro Ishall - 23 oktober 1999 Västerås IK-Färjestads BK 5-2 (3-1, 1-0, 1-1) 2862 Rocklundahallen - 23 oktober 1999 Brynäs IF-Leksands IF 2-5 (1-1, 0-2, 1-2) 6181 Gavlerinken - 23 oktober 1999 AIK-Modo Hockey 1-4 (0-0, 0-2, 1-2) 6119 Globen - 23 oktober 1999 HV 71-Malmö IF 5-2 (2-0, 0-0, 3-2) 3909 Rosenlundshallen Omgång 15 - 24 oktober 1999 Västra Frölunda HC-Linköpings HC 7-3 (4-2, 2-0, 1-1) 5059 Scandinavium - 24 oktober 1999 Modo Hockey-AIK 2-1 (0-0, 0-0, 2-1) 4055 Kempehallen - 24 oktober 1999 Malmö IF-HV 71 1-2 (0-0, 0-1, 1-0, 0-0, 0-1) 4864 Malmö Isstadion - 24 oktober 1999 Leksands IF-Brynäs IF 5-7 (2-2, 2-3, 1-2) 5159 Leksands Isstadion - 24 oktober 1999 Djurgårdens IF-Luleå HF 3-2 (1-1, 0-1, 1-0, 0-0, 1-0) 5583 Globen - 26 oktober 1999 Färjestads BK-Västerås IK 6-3 (2-1, 2-2, 2-0) 3967 Färjestads Ishall Omgång 16 - 28 oktober 1999 Malmö IF-Västra Frölunda HC 4-3 (0-2, 2-1, 1-0, 0-0, 1-0) 4846 Malmö Isstadion - 28 oktober 1999 Modo Hockey-Djurgårdens IF 5-2 (1-1, 2-0, 2-1) 4821 Kempehallen - 28 oktober 1999 HV 71-Linköpings HC 6-2 (2-0, 1-1, 3-1) 4025 Rosenlundshallen - 28 oktober 1999 Leksands IF-Färjestads BK 5-2 (2-0, 0-2, 3-0) 4433 Leksands Isstadion - 28 oktober 1999 Brynäs IF-Västerås IK 5-1 (2-0, 2-1, 1-0) 2948 Gavlerinken - 28 oktober 1999 AIK-Luleå HF 3-2 (2-1, 0-1, 0-0, 1-0) 4102 Globen Omgång 17 - 30 oktober 1999 Västerås IK-Leksands IF 2-1 (0-0, 0-1, 1-0, 1-0) 4589 Rocklundahallen - 30 oktober 1999 Luleå HF-Modo Hockey 2-1 (1-1, 0-0, 1-0) 4418 Delfinen - 30 oktober 1999 Linköpings HC-Malmö IF 1-4 (0-2, 1-1, 0-1) 3440 Stångebro Ishall - 31 oktober 1999 Västra Frölunda HC-HV 71 2-3 (1-1, 1-1, 0-0, 0-0, 0-1) 8483 Scandinavium - 31 oktober 1999 Färjestads BK-Brynäs IF 1-2 (0-0, 1-1, 0-1) 4608 Färjestads Ishall - 30 november 1999 Djurgårdens IF-AIK 5-1 (0-0, 2-1, 3-0) 13850 Globen Omgång 18 - 4 november 1999 Malmö IF-Västra Frölunda HC 4-1 (0-1, 2-0, 2-0) 5565 Malmö Isstadion - 4 november 1999 Luleå HF-Djurgårdens IF 4-2 (1-1, 2-1, 1-0) 4542 Delfinen - 4 november 1999 Brynäs IF-Linköpings HC 2-1 (0-0, 0-0, 2-1) 4730 Gavlerinken - 4 november 1999 Modo Hockey-Färjestads BK 2-3 (1-1, 0-2, 1-0) 4442 Kempehallen - 4 november 1999 HV 71-Leksands IF 2-6 (1-3, 1-1, 0-2) 4204 Rosenlundshallen - 4 november 1999 AIK-Västerås IK 7-2 (3-0, 2-1, 2-1) 5461 Globen Omgång 19 - 6 november 1999 Leksands IF-AIK 1-2 (1-0, 0-0, 0-1, 0-0, 0-1) 4884 Leksands Isstadion - 6 november 1999 Färjestads BK-HV 71 3-2 (1-0, 1-1, 1-1) 4649 Färjestads Ishall - 6 november 1999 Västra Frölunda HC-Luleå HF 0-2 (0-1, 0-0, 0-1) 8010 Scandinavium - 6 november 1999 Västerås IK-Malmö IF 2-5 (1-0, 0-3, 1-2) 3072 Rocklundahallen - 7 november 1999 Linköpings HC-Modo Hockey 2-0 (0-0, 0-0, 2-0) 4575 Stångebro Ishall - 7 november 1999 Djurgårdens IF-Brynäs IF 5-2 (0-1, 2-0, 3-1) 11193 Globen Omgång 20 - 18 november 1999 Brynäs IF-Västra Frölunda HC 0-4 (0-1, 0-2, 0-1) 3534 Gavlerinken - 18 november 1999 Modo Hockey-Djurgårdens IF 1-5 (1-1, 0-2, 0-2) 4155 Kempehallen - 18 november 1999 HV 71-Linköpings HC 6-2 (2-2, 3-0, 1-0) 3620 Rosenlundshallen - 18 november 1999 AIK-Färjestads BK 3-2 (1-1, 1-1, 1-0) 5076 Globen - 18 november 1999 Västerås IK-Leksands IF 5-2 (2-1, 2-0, 1-1) 3838 Rocklundahallen - 18 november 1999 Malmö IF-Luleå HF 3-1 (2-0, 1-1, 0-0) 5246 Malmö Isstadion Omgång 21 - 20 november 1999 Färjestads BK-Västerås IK 8-1 (3-0, 3-1, 2-0) 3730 Färjestads Ishall - 20 november 1999 Linköpings HC-AIK 0-4 (0-2, 0-2, 0-0) 3745 Stångebro Ishall - 20 november 1999 Luleå HF-Brynäs IF 1-0 (0-0, 0-0, 0-0, 0-0, 1-0) 4271 Delfinen - 20 november 1999 Leksands IF-Malmö IF 3-6 (1-1, 0-3, 2-2) 4262 Leksands Isstadion - 21 november 1999 Djurgårdens IF-HV 71 3-0 (0-0, 1-0, 2-0) 4465 Hovet, Johanneshov - 21 november 1999 Västra Frölunda HC-Modo Hockey 3-2 (1-1, 1-0, 1-1) 12047 Scandinavium Omgång 22 - 16 november 1999 AIK-Djurgårdens IF 5-4 (1-1, 2-2, 1-1, 1-0) 12538 Globen - 16 november 1999 Malmö IF-Brynäs IF 1-3 (0-1, 1-2, 0-0) 5650 Malmö Isstadion - 23 november 1999 HV 71-Västra Frölunda HC 1-2 (1-0, 0-2, 0-0) 3685 Rosenlundshallen - 23 november 1999 Västerås IK-Linköpings HC 3-1 (1-0, 1-0, 1-1) 2833 Rocklundahallen - 23 november 1999 Leksands IF-Färjestads BK 4-5 (1-2, 3-2, 0-0, 0-0, 0-1) 3468 Leksands Isstadion - 23 november 1999 Modo Hockey-Luleå HF 0-4 (0-1, 0-2, 0-1) 3630 Kempehallen Omgång 23 - 25 november 1999 Linköpings HC-Leksands IF 0-2 (0-1, 0-0, 0-1) 4345 Stångebro Ishall - 25 november 1999 Djurgårdens IF-Västerås IK 5-4 (1-0, 2-1, 1-3, 0-0, 1-0) 3228 Hovet, Johanneshov - 25 november 1999 Västra Frölunda HC-AIK 4-2 (0-1, 3-1, 1-0) 8861 Scandinavium - 25 november 1999 Luleå HF-HV 71 5-4 (4-2, 0-1, 1-1) 4105 Delfinen - 25 november 1999 Brynäs IF-Modo Hockey 4-3 (1-1, 0-1, 3-1) 5869 Gavlerinken - 25 november 1999 Färjestads BK-Malmö IF 3-2 (0-1, 1-1, 1-0, 1-0) 4625 Färjestads Ishall Omgång 24 - 27 november 1999 Västerås IK-Västra Frölunda HC 2-3 (0-0, 2-2, 0-0, 0-1) 2927 Rocklundahallen - 27 november 1999 Leksands IF-Djurgårdens IF 1-2 (0-0, 1-1, 0-0, 0-0, 0-1) 4810 Leksands Isstadion - 27 november 1999 Färjestads BK-Linköpings HC 5-1 (0-0, 2-0, 3-1) 4205 Färjestads Ishall - 27 november 1999 Malmö IF-Modo Hockey 6-5 (0-2, 2-0, 3-3, 0-0, 1-0) 5844 Malmö Isstadion - 28 november 1999 HV 71-Brynäs IF 5-4 (0-1, 2-2, 2-1, 0-0, 1-0) 4204 Rosenlundshallen - 28 november 1999 AIK-Luleå HF 1-3 (0-2, 1-0, 0-1) 4422 Hovet, Johanneshov Omgång 25 - 2 december 1999 Djurgårdens IF-Färjestads BK 5-2 (2-0, 1-0, 2-2) 7018 Globen - 2 december 1999 Västra Frölunda HC-Leksands IF 1-2 (0-0, 1-1, 0-1) 10691 Scandinavium - 2 december 1999 Luleå HF-Västerås IK 6-1 (1-0, 3-0, 2-1) 3778 Delfinen - 2 december 1999 Brynäs IF-AIK 7-0 (2-0, 4-0, 1-0) 4462 Gavlerinken - 2 december 1999 Modo Hockey-HV 71 3-2 (2-1, 0-1, 1-0) 3479 Kempehallen - 2 december 1999 Linköpings HC-Malmö IF 3-4 (1-2, 1-0, 1-1, 0-0, 0-1) 3127 Stångebro Ishall | Omgång 26 - 4 december 1999 HV 71-Västerås IK 3-2 (2-0, 0-1, 1-1) 3539 Rosenlundshallen - 4 december 1999 Malmö IF-AIK 3-4 (1-0, 2-3, 0-0, 0-0, 0-1) 5368 Malmö Isstadion - 4 december 1999 Färjestads BK-Brynäs IF 5-2 (0-1, 0-1, 5-0) 4602 Färjestads Ishall - 5 december 1999 Djurgårdens IF-Västra Frölunda HC 3-1 (0-0, 2-1, 1-0) 8283 Globen - 5 december 1999 Luleå HF-Linköpings HC 8-6 (4-1, 2-1, 2-4) 3722 Delfinen - 5 december 1999 Leksands IF-Modo Hockey 5-2 (1-1, 3-1, 1-0) 4512 Leksands Isstadion Omgång 27 - 7 december 1999 AIK-Modo Hockey 3-5 (1-3, 0-2, 2-0) 7207 Globen - 9 december 1999 Färjestads BK-Västra Frölunda HC 3-2 (2-0, 0-2, 0-0, 0-0, 1-0) 4603 Färjestads Ishall - 9 december 1999 Linköpings HC-Djurgårdens IF 1-4 (0-0, 1-2, 0-2) 4031 Stångebro Ishall - 9 december 1999 Malmö IF-HV 71 2-0 (0-0, 1-0, 1-0) 5384 Malmö Isstadion - 9 december 1999 Västerås IK-Brynäs IF 0-6 (0-3, 0-2, 0-1) 3371 Rocklundahallen - 9 december 1999 Leksands IF-Luleå HF 1-4 (0-2, 1-0, 0-2) 3364 Leksands Isstadion Omgång 28 - 11 december 1999 Luleå HF-Färjestads BK 4-3 (1-1, 1-1, 1-1, 0-0, 1-0) 4104 Delfinen - 11 december 1999 Brynäs IF-Leksands IF 4-3 (0-2, 2-1, 2-0) 5920 Gavlerinken - 11 december 1999 Modo Hockey-Västerås IK 3-2 (0-0, 1-0, 2-2) 3577 Kempehallen - 11 december 1999 HV 71-AIK 0-2 (0-1, 0-0, 0-1) 3909 Rosenlundshallen - 12 december 1999 Västra Frölunda HC-Linköpings HC 6-2 (2-1, 1-0, 3-1) 5436 Scandinavium - 12 december 1999 Djurgårdens IF-Malmö IF 2-1 (0-0, 0-0, 1-1, 0-0, 1-0) 5347 Hovet, Johanneshov Omgång 29 - 6 januari 2000 Brynäs IF-Västra Frölunda HC 4-1 (0-1, 2-0, 2-0) 4679 Gavlerinken - 6 januari 2000 Modo Hockey-Leksands IF 6-2 (2-1, 2-1, 2-0) 4560 Kempehallen - 6 januari 2000 Västerås IK-HV 71 3-2 (0-2, 0-0, 2-0, 0-0, 1-0) 3100 Rocklundahallen - 6 januari 2000 Linköpings HC-Luleå HF 3-2 (2-2, 0-0, 1-0) 3809 Stångebro Ishall - 6 januari 2000 Färjestads BK-Malmö IF 3-4 (0-2, 3-1, 0-0, 0-1) 4486 Färjestads Ishall - 11 januari 2000 Djurgårdens IF-AIK 2-5 (0-2, 1-1, 1-2) 13128 Globen Omgång 30 - 8 januari 2000 HV 71-Djurgårdens IF 4-3 (2-2, 1-1, 1-0) 4204 Rosenlundshallen - 8 januari 2000 Leksands IF-Linköpings HC 4-1 (1-0, 1-0, 2-1) 3013 Leksands Isstadion - 8 januari 2000 Malmö IF-Modo Hockey 2-4 (1-2, 0-2, 1-0) 5748 Malmö Isstadion - 8 januari 2000 Luleå HF-Brynäs IF 4-1 (2-0, 0-1, 2-0) 4023 Delfinen - 9 januari 2000 AIK-Färjestads BK 5-6 (2-0, 1-1, 2-4, 0-1) 6088 Globen - 9 januari 2000 Västra Frölunda HC-Västerås IK 6-3 (3-1, 1-1, 2-1) 9084 Scandinavium Omgång 31 - 13 januari 2000 Djurgårdens IF-Västra Frölunda HC 2-4 (1-2, 1-1, 0-1) 4210 Globen - 13 januari 2000 Modo Hockey-Färjestads BK 1-5 (1-0, 0-1, 0-4) 3626 Kempehallen - 13 januari 2000 Brynäs IF-Leksands IF 5-6 (0-1, 3-2, 2-2, 0-0, 0-1) 5358 Gavlerinken - 13 januari 2000 HV 71-AIK 6-4 (2-2, 3-2, 1-0) 3546 Rosenlundshallen - 13 januari 2000 Västerås IK-Luleå HF 0-5 (0-2, 0-1, 0-2) 3019 Rocklundahallen - 13 januari 2000 Linköpings HC-Malmö IF 4-1 (3-0, 0-0, 1-1) 3481 Stångebro Ishall Omgång 32 - 15 januari 2000 Luleå HF-Djurgårdens IF 3-0 (2-0, 1-0, 0-0) 4302 Delfinen - 15 januari 2000 Färjestads BK-Linköpings HC 2-3 (0-0, 1-1, 1-2) 4150 Färjestads Ishall - 15 januari 2000 Leksands IF-Västerås IK 5-0 (0-0, 3-0, 2-0) 2882 Leksands Isstadion - 15 januari 2000 Malmö IF-Brynäs IF 2-4 (0-1, 0-2, 2-1) 5803 Malmö Isstadion - 16 januari 2000 Västra Frölunda HC-HV 71 4-2 (3-1, 1-0, 0-1) 8916 Scandinavium - 16 januari 2000 AIK-Modo Hockey 5-4 (2-1, 1-2, 2-1) 5104 Hovet, Johanneshov Omgång 33 - 18 januari 2000 Brynäs IF-Färjestads BK 3-4 (1-0, 1-3, 1-1) 3519 Gavlerinken - 18 januari 2000 Västra Frölunda HC-AIK 5-3 (0-0, 3-1, 2-2) 6979 Scandinavium - 18 januari 2000 Linköpings HC-Modo Hockey 1-2 (0-0, 1-1, 0-1) 4498 Stångebro Ishall - 18 januari 2000 HV 71-Luleå HF 4-1 (2-1, 0-0, 2-0) 3574 Rosenlundshallen - 18 januari 2000 Västerås IK-Malmö IF 2-3 (1-0, 1-0, 0-3) 2283 Rocklundahallen - 15 februari 2000 Djurgårdens IF-Leksands IF 3-4 (2-1, 0-2, 1-0, 0-0, 0-1) 9168 Globen Omgång 34 - 20 januari 2000 Luleå HF-Västra Frölunda HC 4-3 (1-0, 3-2, 0-1) 3754 Delfinen - 20 januari 2000 Malmö IF-Djurgårdens IF 3-4 (1-1, 1-1, 1-1, 0-0, 0-1) 5515 Malmö Isstadion - 20 januari 2000 AIK-Linköpings HC 3-1 (0-1, 2-0, 1-0) 4086 Globen - 20 januari 2000 Färjestads BK-Västerås IK 7-0 (3-0, 2-0, 2-0) 4092 Färjestads Ishall - 20 januari 2000 Leksands IF-HV 71 5-3 (3-0, 1-2, 1-1) 3729 Leksands Isstadion - 20 januari 2000 Modo Hockey-Brynäs IF 2-3 (1-1, 1-2, 0-0) 3856 Kempehallen Omgång 35 - 2 november 1999 Västra Frölunda HC-Leksands IF 5-1 (0-0, 2-1, 3-0) 8299 Scandinavium - 22 januari 2000 Brynäs IF-Linköpings HC 6-5 (2-1, 2-2, 2-2) 4240 Gavlerinken - 22 januari 2000 Djurgårdens IF-Färjestads BK 2-0 (1-0, 1-0, 0-0) 6749 Globen - 22 januari 2000 Luleå HF-AIK 2-0 (0-0, 1-0, 1-0) 4017 Delfinen - 22 januari 2000 Västerås IK-Modo Hockey 2-5 (1-2, 1-2, 0-1) 2312 Rocklundahallen - 22 januari 2000 HV 71-Malmö IF 4-3 (1-0, 3-1, 0-2) 3784 Rosenlundshallen Omgång 36 - 25 januari 2000 Malmö IF-Västra Frölunda HC 5-0 (2-0, 0-0, 3-0) 4663 Malmö Isstadion - 25 januari 2000 Modo Hockey-Djurgårdens IF 3-6 (1-3, 0-1, 2-2) 3910 Kempehallen - 25 januari 2000 Linköpings HC-Västerås IK 2-3 (1-0, 1-2, 0-0, 0-0, 0-1) 3906 Stångebro Ishall - 25 januari 2000 Färjestads BK-HV 71 3-4 (2-0, 1-2, 0-1, 0-1) 3494 Färjestads Ishall - 25 januari 2000 AIK-Brynäs IF 4-0 (1-0, 2-0, 1-0) 6436 Globen - 25 januari 2000 Leksands IF-Luleå HF 2-3 (0-0, 1-2, 1-0, 0-1) 3373 Leksands Isstadion Omgång 37 - 27 januari 2000 Linköpings HC-Västra Frölunda HC 2-7 (0-1, 1-2, 1-4) 3084 Stångebro Ishall - 27 januari 2000 Färjestads BK-Leksands IF 7-3 (1-0, 4-2, 2-1) 4413 Färjestads Ishall - 27 januari 2000 Djurgårdens IF-Västerås IK 7-1 (3-0, 1-1, 3-0) 3508 Globen - 27 januari 2000 Malmö IF-AIK 3-4 (0-1, 3-2, 0-1) 4716 Malmö Isstadion - 27 januari 2000 Brynäs IF-HV 71 3-1 (1-0, 0-0, 2-1) 3192 Gavlerinken - 27 januari 2000 Luleå HF-Modo Hockey 3-1 (2-0, 1-1, 0-0) 4256 Delfinen Omgång 38 - 29 januari 2000 Leksands IF-AIK 1-8 (1-0, 0-4, 0-4) 5304 Leksands Isstadion - 29 januari 2000 HV 71-Modo Hockey 2-3 (0-2, 1-0, 1-0, 0-0, 0-1) 4203 Rosenlundshallen - 29 januari 2000 Västerås IK-Brynäs IF 4-5 (1-1, 0-1, 3-2, 0-1) 2287 Rocklundahallen - 29 januari 2000 Luleå HF-Malmö IF 4-2 (0-0, 1-1, 3-1) 4342 Delfinen - 30 januari 2000 Djurgårdens IF-Linköpings HC 5-3 (3-1, 1-1, 1-1) 4682 Globen - 30 januari 2000 Västra Frölunda HC-Färjestads BK 3-0 (1-0, 2-0, 0-0) 12146 Scandinavium Omgång 39 - 1 februari 2000 Modo Hockey-Västra Frölunda HC 4-2 (3-0, 1-1, 0-1) 3313 Kempehallen - 1 februari 2000 Brynäs IF-Djurgårdens IF 2-1 (0-0, 0-1, 2-0) 5182 Gavlerinken - 1 februari 2000 Malmö IF-Leksands IF 4-2 (3-0, 1-1, 0-1) 4447 Malmö Isstadion - 1 februari 2000 AIK-Västerås IK 4-1 (0-0, 1-1, 3-0) 3998 Hovet, Johanneshov - 1 februari 2000 Linköpings HC-HV 71 1-0 (0-0, 1-0, 0-0) 3344 Stångebro Ishall - 1 februari 2000 Färjestads BK-Luleå HF 6-3 (1-2, 2-1, 3-0) 3876 Färjestads Ishall Omgång 40 - 3 februari 2000 Luleå HF-Linköpings HC 7-0 (4-0, 3-0, 0-0) 3846 Delfinen - 3 februari 2000 Malmö IF-Färjestads BK 3-2 (0-0, 1-1, 1-1, 0-0, 1-0) 5415 Malmö Isstadion - 3 februari 2000 HV 71-Västerås IK 5-0 (3-0, 2-0, 0-0) 3176 Rosenlundshallen - 3 februari 2000 Leksands IF-Modo Hockey 3-4 (0-1, 2-0, 1-3) 3406 Leksands Isstadion - 3 februari 2000 Västra Frölunda HC-Brynäs IF 1-2 (0-1, 1-1, 0-0) 11341 Scandinavium - 7 februari 2000 AIK-Djurgårdens IF 2-3 (2-0, 0-0, 0-2, 0-1) 13850 Globen Omgång 41 - 5 februari 2000 Västerås IK-Västra Frölunda HC 2-3 (1-1, 0-1, 1-1) 1739 Rocklundahallen - 5 februari 2000 Linköpings HC-Leksands IF 6-5 (3-1, 1-2, 2-2) 4197 Stångebro Ishall - 5 februari 2000 Brynäs IF-Luleå HF 8-1 (3-0, 3-1, 2-0) 6187 Gavlerinken - 5 februari 2000 Modo Hockey-Malmö IF 5-2 (1-1, 1-1, 3-0) 4758 Kempehallen - 6 februari 2000 Färjestads BK-AIK 3-1 (0-0, 2-1, 1-0) 4546 Färjestads Ishall - 6 februari 2000 Djurgårdens IF-HV 71 6-1 (1-1, 4-0, 1-0) 6150 Globen Omgång 42 - 17 februari 2000 Västra Frölunda HC-Djurgårdens IF 2-3 (0-0, 2-0, 0-2, 0-1) 11724 Scandinavium - 17 februari 2000 Malmö IF-Linköpings HC 7-1 (1-1, 4-0, 2-0) 4088 Malmö Isstadion - 17 februari 2000 Luleå HF-Västerås IK 2-1 (1-0, 0-0, 1-1) 3788 Delfinen - 17 februari 2000 AIK-HV 71 1-2 (0-1, 0-1, 1-0) 5872 Hovet, Johanneshov - 17 februari 2000 Färjestads BK-Modo Hockey 8-4 (3-1, 2-1, 3-2) 4682 Färjestads Ishall - 17 februari 2000 Leksands IF-Brynäs IF 4-2 (3-1, 0-0, 1-1) 4659 Leksands Isstadion Omgång 43 - 19 februari 2000 HV 71-Västra Frölunda HC 4-3 (1-0, 1-1, 1-2, 0-0, 1-0) 4200 Rosenlundshallen - 19 februari 2000 Linköpings HC-Färjestads BK 5-6 (2-4, 1-1, 2-1) 3843 Stångebro Ishall - 19 februari 2000 Västerås IK-Leksands IF 4-2 (1-1, 1-0, 2-1) 2917 Rocklundahallen - 19 februari 2000 Modo Hockey-AIK 2-1 (1-0, 0-1, 0-0, 1-0) 4009 Kempehallen - 20 februari 2000 Djurgårdens IF-Luleå HF 4-1 (2-0, 0-1, 2-0) 6128 Globen - 20 februari 2000 Brynäs IF-Malmö IF 1-2 (0-0, 0-0, 1-2) 4482 Gavlerinken Omgång 44 - 22 februari 2000 AIK-Västra Frölunda HC 1-4 (0-2, 1-1, 0-1) 4752 Globen - 22 februari 2000 Leksands IF-Djurgårdens IF 4-3 (1-1, 1-1, 1-1, 0-0, 1-0) 3899 Leksands Isstadion - 22 februari 2000 Modo Hockey-Linköpings HC 5-2 (2-0, 1-2, 2-0) 3279 Kempehallen - 22 februari 2000 Malmö IF-Västerås IK 11-0 (2-0, 6-0, 3-0) 4895 Malmö Isstadion - 22 februari 2000 Luleå HF-HV 71 3-2 (0-1, 2-1, 0-0, 0-0, 1-0) 4172 Delfinen - 22 februari 2000 Färjestads BK-Brynäs IF 3-1 (0-0, 0-1, 3-0) 4639 Färjestads Ishall Omgång 45 - 15 februari 2000 Västra Frölunda HC-Luleå HF 3-0 (1-0, 2-0, 0-0) 8835 Scandinavium - 24 februari 2000 Västerås IK-Färjestads BK 0-5 (0-1, 0-1, 0-3) 1788 Rocklundahallen - 24 februari 2000 HV 71-Leksands IF 7-1 (3-0, 1-1, 3-0) 4203 Rosenlundshallen - 24 februari 2000 Linköpings HC-AIK 0-4 (0-1, 0-3, 0-0) 3375 Stångebro Ishall - 24 februari 2000 Brynäs IF-Modo Hockey 5-3 (1-1, 2-1, 2-1) 5703 Gavlerinken - 24 februari 2000 Djurgårdens IF-Malmö IF 1-4 (0-3, 0-0, 1-1) 9503 Globen Omgång 46 - 26 februari 2000 Leksands IF-Västra Frölunda HC 0-3 (0-1, 0-1, 0-1) 3238 Leksands Isstadion - 26 februari 2000 Färjestads BK-Djurgårdens IF 1-4 (0-1, 0-0, 1-3) 4700 Färjestads Ishall - 26 februari 2000 Malmö IF-HV 71 3-2 (0-0, 1-2, 2-0) 5583 Malmö Isstadion - 26 februari 2000 Linköpings HC-Brynäs IF 2-4 (2-0, 0-2, 0-2) 3965 Stångebro Ishall - 27 februari 2000 Modo Hockey-Västerås IK 1-3 (1-0, 0-1, 0-2) 3748 Kempehallen - 27 februari 2000 AIK-Luleå HF 3-2 (0-0, 1-1, 2-1) 7148 Globen Omgång 47 - 29 februari 2000 Västerås IK-Linköpings HC 1-3 (1-0, 0-2, 0-1) 2335 Rocklundahallen - 29 februari 2000 HV 71-Färjestads BK 4-0 (2-0, 0-0, 2-0) 4205 Rosenlundshallen - 29 februari 2000 Luleå HF-Leksands IF 4-2 (1-1, 2-1, 1-0) 4158 Delfinen - 29 februari 2000 Brynäs IF-AIK 4-1 (3-1, 1-0, 0-0) 5290 Gavlerinken - 29 februari 2000 Djurgårdens IF-Modo Hockey 4-3 (1-1, 2-0, 0-2, 0-0, 1-0) 10162 Globen - 29 februari 2000 Västra Frölunda HC-Malmö IF 3-2 (0-0, 1-1, 1-1, 0-0, 1-0) 10100 Scandinavium Omgång 48 - 2 mars 2000 Västerås IK-Djurgårdens IF 5-4 (1-1, 3-2, 0-1, 0-0, 1-0) 2304 Rocklundahallen - 2 mars 2000 Västra Frölunda HC-Linköpings HC 6-2 (2-1, 3-1, 1-0) 5805 Scandinavium - 2 mars 2000 Leksands IF-Färjestads BK 2-5 (2-0, 0-4, 0-1) 3908 Leksands Isstadion - 2 mars 2000 HV 71-Brynäs IF 2-1 (0-0, 1-0, 0-1, 0-0, 1-0) 4205 Rosenlundshallen - 2 mars 2000 Modo Hockey-Luleå HF 2-5 (1-1, 1-3, 0-1) 4122 Kempehallen - 2 mars 2000 AIK-Malmö IF 2-3 (0-0, 0-2, 2-0, 0-1) 6420 Globen Omgång 49 - 4 mars 2000 Färjestads BK-Västra Frölunda HC 0-3 (0-0, 0-2, 0-1) 4718 Färjestads Ishall - 4 mars 2000 Brynäs IF-Västerås IK 5-4 (1-0, 3-2, 1-2) 4141 Gavlerinken - 4 mars 2000 Modo Hockey-HV 71 1-0 (0-0, 0-0, 1-0) 3537 Kempehallen - 5 mars 2000 Linköpings HC-Djurgårdens IF 2-4 (1-2, 1-0, 0-2) 3855 Stångebro Ishall - 5 mars 2000 AIK-Leksands IF 3-2 (1-1, 2-1, 0-0) 6822 Globen - 5 mars 2000 Malmö IF-Luleå HF 7-3 (2-1, 4-2, 1-0) 5752 Malmö Isstadion Omgång 50 - 7 mars 2000 HV 71-Linköpings HC 5-6 (4-1, 1-0, 0-4, 0-0, 0-1) 3734 Rosenlundshallen - 7 mars 2000 Luleå HF-Färjestads BK 5-4 (2-3, 1-0, 2-1) 4205 Delfinen - 7 mars 2000 Västerås IK-AIK 4-3 (1-0, 1-1, 1-2, 0-0, 1-0) 2515 Rocklundahallen - 7 mars 2000 Västra Frölunda HC-Modo Hockey 3-2 (1-0, 1-1, 0-1, 1-0) 10657 Scandinavium - 7 mars 2000 Djurgårdens IF-Brynäs IF 3-5 (0-2, 2-1, 1-2) 9114 Globen - 7 mars 2000 Leksands IF-Malmö IF 6-2 (3-0, 0-1, 3-1) 3091 Leksands Isstadion |